# Luc Abalo
Luc Abalo (n. 6 septembrie 1984, Ivry-sur-Seine, Île-de-France, Franța) este un handbalist ce a reprezentat Franța, medaliat olimpic. A participat la 4 ediții ale Jocurilor Olimpice (2008, 2012, 2016, 2020) în care a câștigat o medalie de aur.